# ولاية آديامان
وِلَايَةُ آدِيَامَان (بالتركية: آدی یامان ولایت؛ بالكردية: پارێزگای سەمسوور) ولاية تركية في جنوب وسط البلاد عاصمتها مدينة حصن منصور وأغلبية سكانها من الكرد. تبلغ مساحتها 7٫606.16 كم² وبلغ عدد سكانها 632,148 نسمة في عام 2021 مع معدل الكثافة السكانية 83/كم².

## السكان
هناك 296 قرية كرديّة و43 قرية تركيّة من أصل 339 قرية في المحافظة. من حيث الانتماء الديني، يتبع سكان 293 قرية الحنفية وسكان 80 قرية العلوية، وأفادت التقارير بوجود قريتين حيث يتبع سكانهما الشافعية.

## السياسة
كانت مدينة حصن منصور تابعة لمحافظة ملطية ثم أصبحت محافظة مستقلة عنها بعد أن فاز حزب الديمقراطية التركي في الانتخابات سنة 1954 حيث سجلت آديامان نسبة عالية في التصويت للحزب.

## الجغرافيا
وفي آديامان يقع جبل نمرود الذي يعتبر أعلى متحف مفتوح في العالم حيث يبلغ ارتفاعه 2.134 مترًا (7011 قدمًا).

## المديريات
وتنقسم المحافظة إلى تسع مُديريات وهم:
- مديرية آديامان ومقرها مدينة حصن منصور وهي عاصمة المحافظة ومن الثغور القديمة زمن الدولة الأموية والدولة العباسية.
- مديرية بيسني ومقرها بلدة بيسني
- مديرية جليكخان ومقرها بلدة جليكخان
- مديرية جرجر ومقرها بلدة جرجر
- مديرية كولباشي ومقرها بلدة كولباشي
- مديرية كاخته ومقرها مدينة كاخته
- مديرية صمصاد ومقرها بلدة صمصاد
- مديرية طوت ومقرها بلدة طوت
- مديرية سنجك ومقرها بلدة سنجك